# Абдельнур, Эктор
Эктор Антонио Абдельнур Мусса (исп. Héctor Antonio Abdelnour Mussa, 15 декабря 1921 – 1 августа 2002) — венесуэльский офицер военно-морского флота, участник свержения президента Переса Хименеса и доставки помощи и оружия для Кубинской революции в 1958.

## Биография
Сын ливанских иммигрантов, родился в Эль-Пилар (штат Сукре) в семье фермеров, занимавшихся выращиванием какао. Самый младший из пяти детей в семье и единственный сын. В 1930-е семья переехала в Каракас. В 1939 году поступил в военно-морское училище Венесуэлы, которое окончил в 1943 году. Во время своей карьеры курировал различные направления . В январе 1946 был назначен офицером-практикантом на канонерской лодке, в феврале был произведён в лейтенанты и назначен начальником отдела ремонтов и навигации, в марте – помощником командира той же канонерской лодки по навигации.
С мая 1946 – начальник навигации, с октября – начальник артиллерии корвета. С марта 1948 командир роты Школы юнг. В октябре 1948 назначен офицером связи между командованием и военными кораблями на побережье Гуайра. В августе 1949 назначен начальником артиллерии военного транспорта, а в августе 1950 – начальником ремонтов корвета. С января 1952 снова командир роты Школы юнг с присвоением звания капитан-лейтенанта.
С июля 1952 заместитель командира на разных корветах. С июня 1955 на полугодовых обучающих курсах в США, с августа 1956 – в Великобритании. В марте 1956 повышен до капитана 3-го ранга.. С апреля 1957 заместитель командира эсминца.
В начале 1958 года участвовал в свержении диктатуры Маркоса Переса Хименеса. С августа 1958 специальный порученец военного штаба, в частности, оказывал помощь Фиделю Кастро во время его визита в Венесуэлу, организовывал покупку самолета, на котором на Кубу должно было быть доставлено оружие и гуманитарная помощь для повстанческих сил, приобретённых через сбор средств среди жителей Венесуэлы (организованный временным правительством страны), известный как un bolivar para la sierra, и участвовал в передаче этого оружия, которая состоялась в декабре в Сьерра-Маэстра.
В декабре 1959 снова назначен заместителем командира эсминца и повышен до капитана 2-го ранга. С мая 1960 командир эсминца. В 1961-1963 проходил курсы Генерального штаба в Военно-морском училище. В апреле 1962 назначен председателем комиссии по пересмотру Положений о продвижении по службе морского персонала и системы приёма на службу. С июня 1962 специальный уполномоченный Главного командования ВМФ.
С июля 1964 капитан 1-го ранга. В январе 1965 назначен начальником отдела оперативного управления эскадрой, с августа 1966 временный командующий эскадрой.
Продолжал свою военную карьеру до 1970 года, когда при президенте Рафаэле Кальдера был выведен за штат. В 1974-1979 работал в крупнейшей телефонной и телевизионной компании страны CANTV. Затем был главой небольшой фирмы, волонтером в фонде «Институт дерматологии». В 1980-1983 лечился в США, после возвращения на родину основал компанию, которая предоставляла консультации по военно-морским инженерным вопросам, строительству доков и всему, что связано с импортом морского оборудования и запасных частей.
До 2002 жил на острове Маргарита, затем вернулся в Каракас. Умер 1 августа 2002 в Пуэрто-Кабельо.

## Награды
- 1957 – Орден Санчеса, Дуарте и Меллы (Доминиканская Республика, вручался всем, присутствовавшим на инагурации президента Эктора Трухильо).
- 1958 – Орден Франсиско Миранды 2-го класса[10].
- 1959 – Крест Эраклиана 2-го класса [11].
- 1959 – Медаль Фонда Элоя Альфаро (Панама)[11].
- 1961 – Орден Освободителя 5-го класса[11].
- 1963 – Орден Военных заслуг 2-й степени[11].